# Aunay-en-Bazois
Aunay-en-Bazois é uma comuna francesa na região administrativa de Borgonha-Franco-Condado, no departamento Nièvre. Estende-se por uma área de 45 km². Em 2010 a comuna tinha 233 habitantes (densidade: 5,2 hab./km²).